# Palaeotragus
Palaeotragus ('antílop antic') fou un gènere primitiu d'ocapi molt gran, de la família dels giràfids, que visqué durant el Miocè a Àfrica.

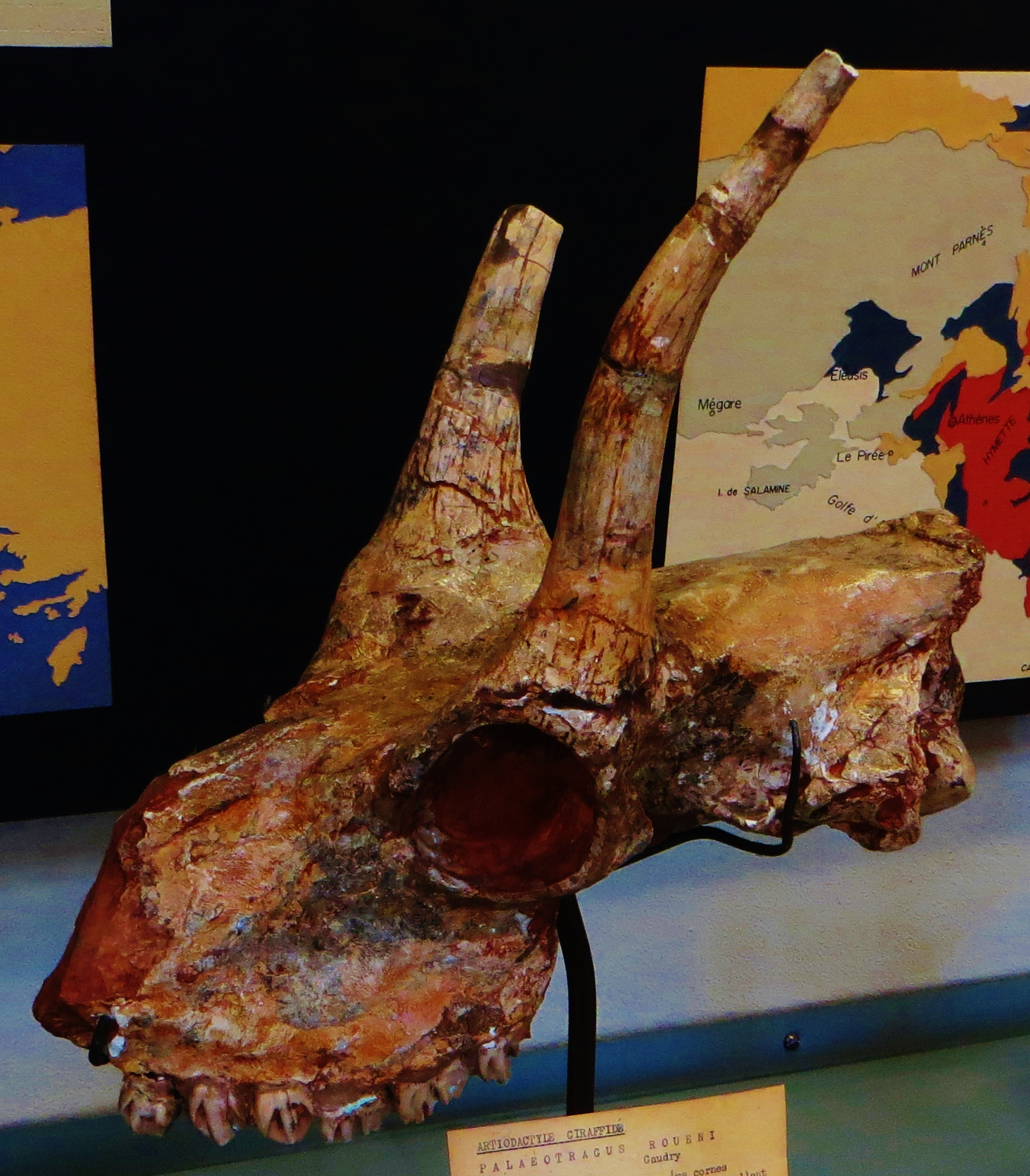
Palaeotragus roueni pikermi

Palaeotragus primaevus és l'espècie més antiga, trobada en estrats del Miocè mitjà, mentre que Palaeotragus germaini es troba en estrats del Miocè superior.

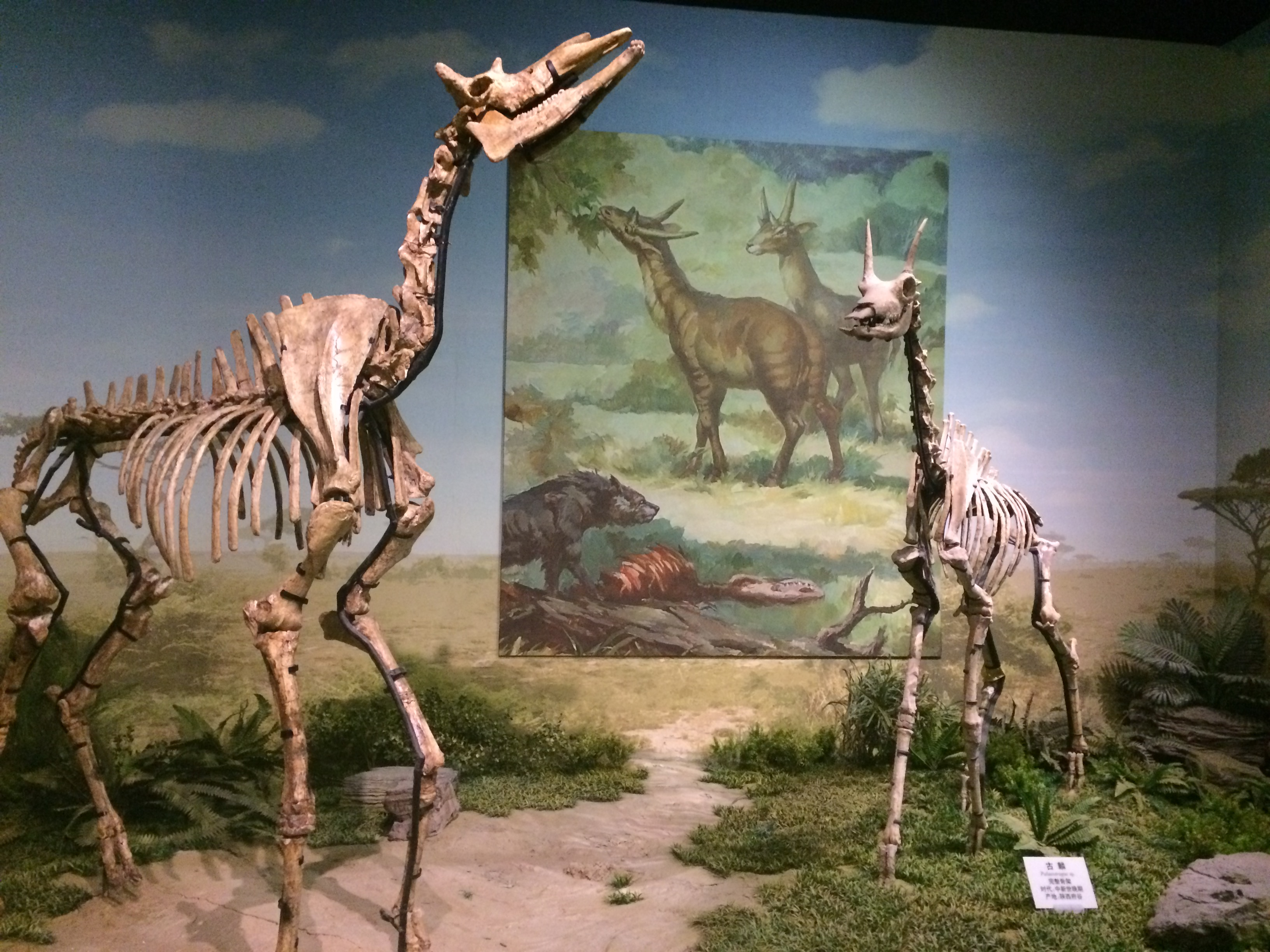
Giraffids prehistòrics al Tianjin Natural History Museum

P. primaevus es diferenciava de P. germaini perquè mancava d'un parell d'ossicons. També era l'espècie més petita, amb una alçada d'una mica menys de dos metres a l'espatlla. P. germaini tenia un parell d'ossicons i, en vida, hauria semblat o bé una girafa de coll petit i tres metres d'alçada, o bé un ocapi gegantí.